# Університет Міннесоти
Університет Міннесоти (англ. University of Minnesota, Twin Cities (U of M)) — публічний дослідницький університет, що розташований у містах Міннеаполіс та Сент-Пол, Міннесота. Це найбільший та найстаріший кампус в системі університетів Міннесоти та четвертий за кількістю студентів у головному кампусі в США (52557 студентів у 2011–2012 навчальному роках).

## Кампуси

### Кампус у Міннеаполісі

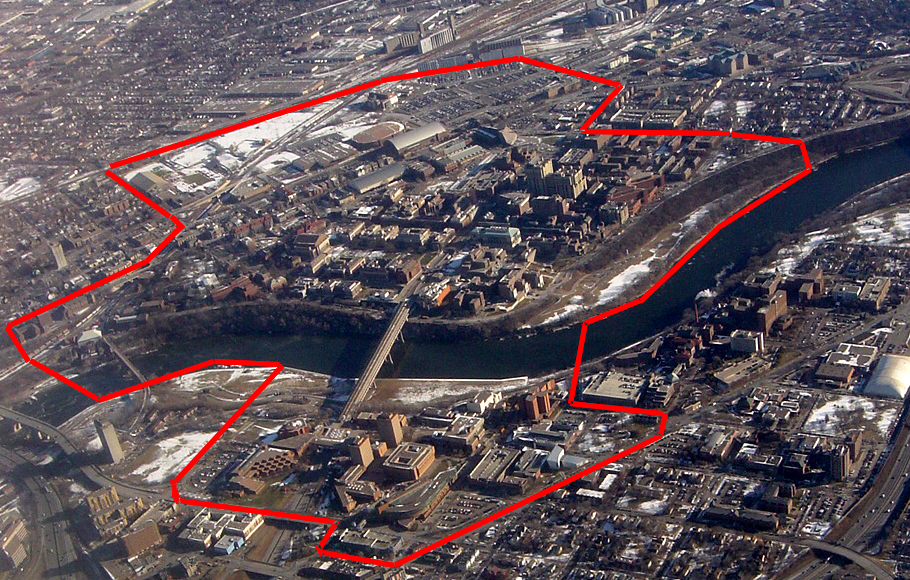
Аерофотозйомка кампусу Міннеаполіса, вид на схід

Від початку кампус Міннеаполіса знаходився над водоспадом Сент Ентоні, що є частиною р. Міссісіпі, але пізніше був переміщений на милю вниз за течією до місця сьогоднішнього розташування. Початкове місце тепер відзначено маленьким парком, відомим як сквер Урвище (англ. Chute Square) на перетині Університетської та Центральної авеню. Школа була закрита через фінансову кризу під час Громадянської війни в США, однак була знову відкрита у 1867 році зі значною фінансовою допомогою Пілсбурі. Статус навчального закладу було підвищено зі школи для підготовки до університету (англ. University-preparatory school) до коледжу в 1869 році.
Зараз кампус має будівлі на обох берегах річки. Кампус на східному березі є основною частиною та займає площу 124 га. На західному березі розташовано школу менеджменту Карлсона (англ. Carlson School of Management) та центр виконавчого мистецтва. В Сент-Полі знаходяться будівлі CBS, CDes, CFANS та ветеринарної програми.

#### Східний берег

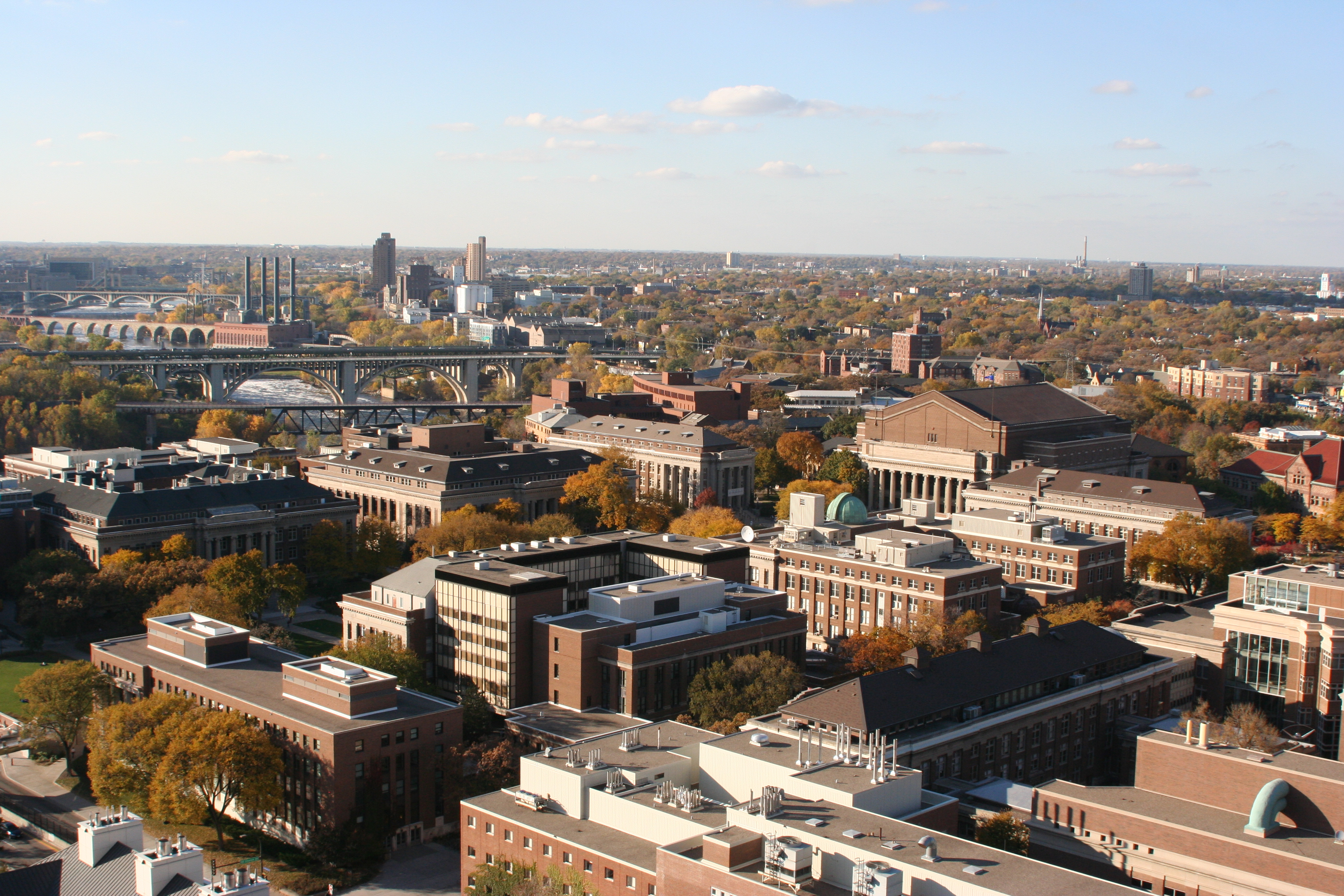
Східний берег

Для спрощення орієнтування та з огляду на розміри кампусу, Університет розділив Східний берег на декілька районів: район Пагорб (англ. the Knoll area), Еспланадний район (англ. the Mall area), район Здоров'я (англ. the Health area), Атлетичний район (англ. the Athletic area), та район Воріт (англ. the Gateway area).
Район Пагорб, що є найстарішою частиною сучасного розташування університету, знаходиться у північно-західній частині кампусу. Більшість галузей цього району відносяться до гуманітарних наук. Бертон Холл домівка Коледжу Освіти та Розвитку людини Університету Міннесоти Більша частина будівель цього району мають понад 100 років. Серед них також комплекс з 13 будівель Району старого історичного кампусу, що входить до Національного реєстру історичних місць США. Також у цьому районі знаходяться один студентський гуртожиток, Сенфорд Холл, та один комплекс студентських помешкань, Рой Вілкінс Холл. Інститут Поглибленого вивчення знаходиться у центрі Нолте.

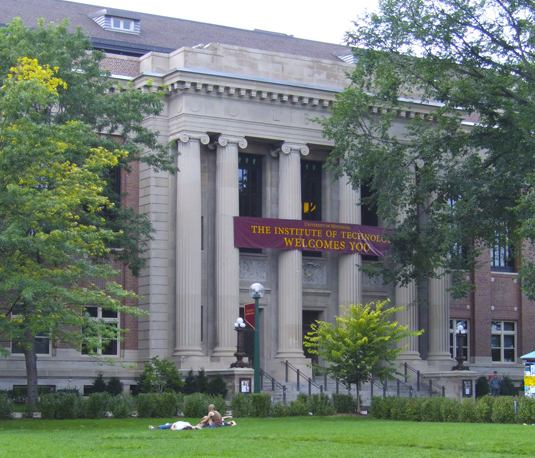
Бібліотека Уолтера, Нортроп Молл

Нортроп Молл чи Еспланадний район імовірно є центром кампусу Міннеаполіса. Він був заснований на дизайні Касса Гілберта (англ. Cass Gilbert), хоча його плани були занадто екстравагантними для повної реалізації. Декілька головних будинків кампусу оточують район. Аудиторія Нортропа (англ. Northrop Auditorium) на півночі, з Меморіальним об'єднанням Кофмана (англ. Coffman Memorial Union) на півдні. Чотрир найбільші будівлі на сторонах — це математична, фізична і хімічна будівлі та бібліотека Уолтера. Еспланадний район також є домівкою для Коледжу Гуманітарних наук (англ. University of Minnesota College of Liberal Arts), що є найбільшим коледжем Міннесоти, та Інституту технологій (англ. University of Minnesota Institute of Technology). За коледжем Гуманітарних наук знаходиться інший гуртожиток, Комсток Холл, та комплекс студентських помешкань, Юдоф Холл.
Район Здоров'я знаходиться на південний схід від Еспланадного району. Там розташовані переважно будівлі післядипломної освіти для студентів біомедичних наук та Коледж Фармації, Школа Медсестринської справи, Школа Стоматології, Медична школа, Школа Охорони Здоров'я разом з Госпіталюми та Клініками Фейрв'ю. Ця група будівель формує те, що відоме як Медичний Центр Університету Міннесоти Частина Коледжу Біології також розташована у цьому районі.
Навпроти госпіталю Ферв'ю, через вулицю, знаходиться район, відомий як «Суперквартал» (англ. Superblock). Суперквартал складається з чотирьох кварталів студентських гуртожитків (Піонер Холл, Фронтір Холл, Центеніал Холл та Територіал Холл (відповідно англ. Pioneer, Frontier, Centennial and Territorial Halls). Суперблок найпопулярніше місце для проживання у кампусі оскільки тут проживає найбільша кількість студентів та тут знаходиться велика кількість місць для розваг між чотирма кварталами.
Атлетичний район знаходиться на півночі відносно Суперкварталу та включає в себе чотири рекреаційні/атлетичні споруди: Рекреаційний центр університету, Кук Холл, Університетський критий спортивний манеж (англ. the University Fieldhouse) та Університетський водний центр (англ. University Aquatic Center). Всі споруди поєднані тунелями та естакадами, що дозволяє використовувати студентам одну роздягальню. На північ від комплексу Стадіон TCF Bank, Спорткомплекс Вільямса, Спорткомплекс Маріуччі, Спортуомплек Ріддер та Основний тенісний центр (відповідно англ. TCF Bank Stadium, Williams Arena, Mariucci Arena, Ridder Arena, Baseline Tennis Center).
Район Воріт, найсхідніша частина, в основному містить офісні будівлі, а не лекційні та навчальні приміщення. Найбільш відома будівля це Центр Випускників МакНамари. Університет вкладає багато грошей у біомедицинські дослідження та має намір спорудити що п'ять дослідницьких будівель за десять років, що сформують біомедициський комплекс на північ від Стадіону TCF Bank.

#### Західний берег

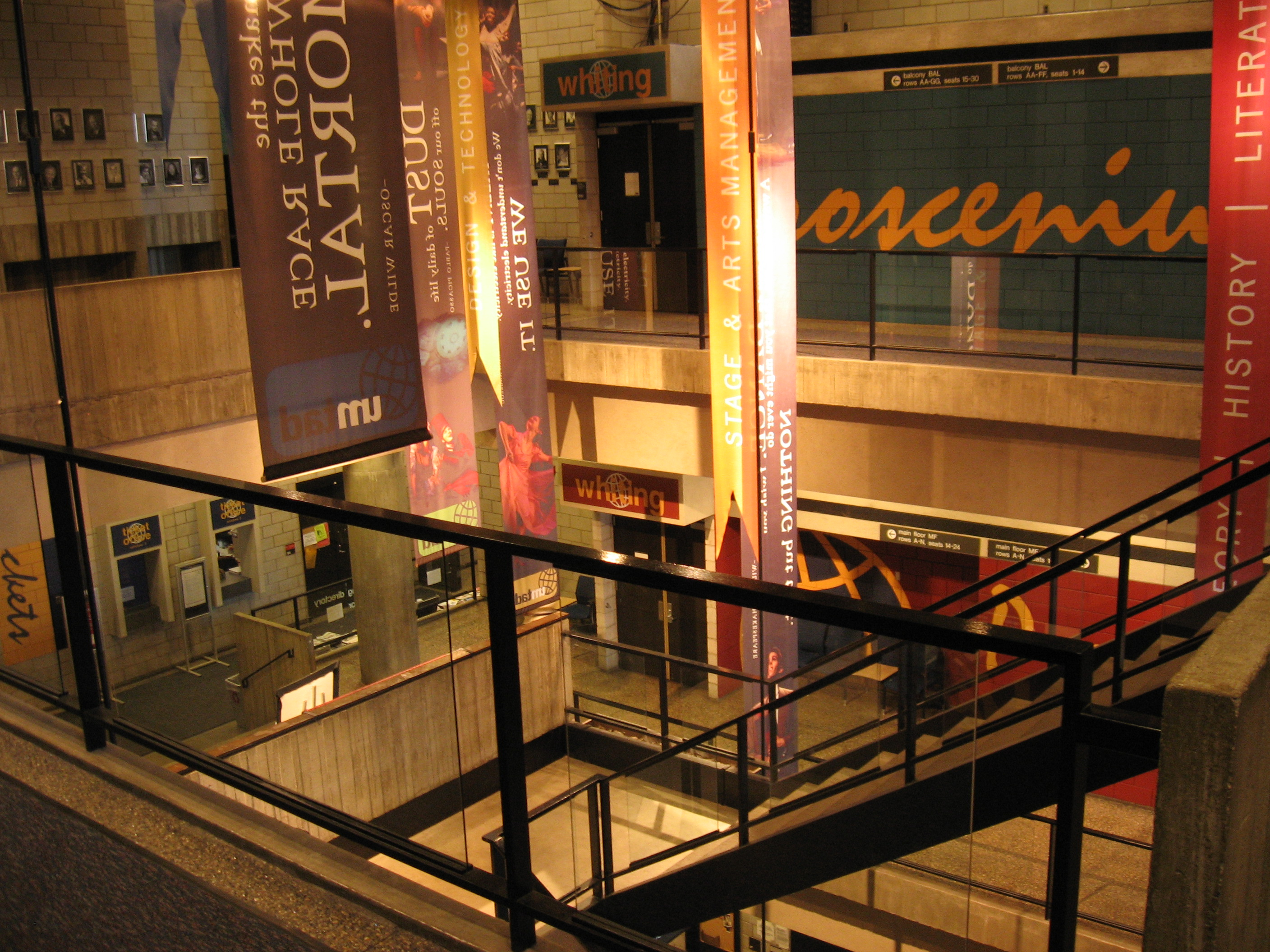
Відділення театрального мистецтва та танцю, Раріг Центр

Західний берег займає площу 21 гектар.
Мистецький квартал Західного берегу включає в себе:
- Раріг центр (Театр Мистецтв та Танцю) (англ. Rarig Center (Theatre Arts & Dance))
- Центр танцю Барбари Беркер (англ. The Barbara Barker Center for Dance)
- Фергюсон Холл (Школа Музики) (англ. Ferguson Hall (School of Music))
- Концертна зала Теда Манна (англ. Ted Mann Concert Hall)
- Центр Мистецтв Регіс (англ. Regis Center for Art)

Квартал є домівкою декількох щорічних міждисциплінарних мистецьких фестивалів.
Також на Західному березі викладаються суспільні науки в Школі менеджменту Карлсона (англ. Carlson School of Management), Юридичній школі Університету Міннесоти(англ. University of Minnesota Law School) та Інституті зв'язків із громадськістю Г'юберта Гамфрі (англ. Hubert H. Humphrey Institute of Public Affairs).
Бібліотека Вілсона, найбільша в системі Університету, також знаходиться на Західному березі, як і Міддлбрук Холл (англ. Middlebrook Hall) найбільший гуртожиток кампусу. Приблизно 900 студентів живуть у будинку, що названо на честь Вільяма Т. Міддлбрука (англ. William T. Middlebrook).

#### Околиці

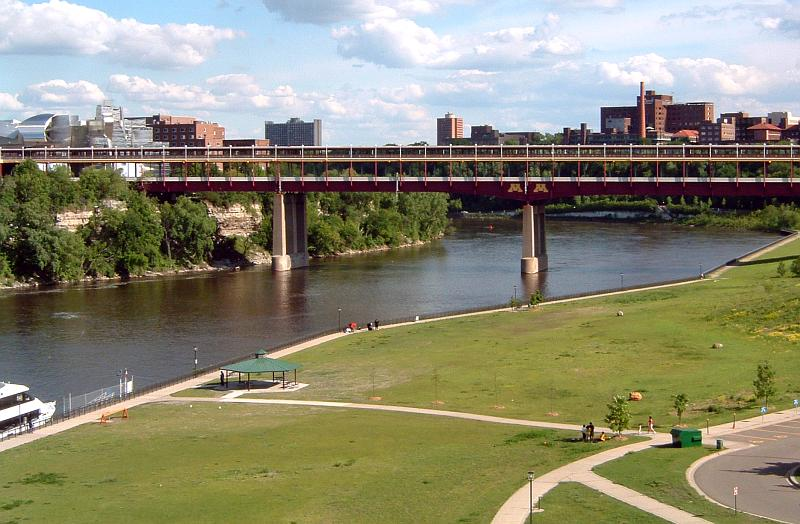
Міст Вашингтон Авеню, що поєднує Східну та Західну частини кампусу Міннеаполіс

Міст Вашингтон Авеню (англ. Washington Avenue Bridge) перетинає р. Міссісіпі та забезпечує зв'язок між Східним та Західним берегом. Є можливість як для пішохідного руху, так і велосипедом чи системою шатлів. Міст має два окремих мостових настили: нижній для автомобілів та верхній для пішоходів.
Вздовж мосту іде закрита доріжка, що не опалюється, яка слугує захистом від погодних умов для студентів. Студенти найчастіше використовують пересування пішки або на велосипеді. Поліція інколи штрафує пішоходів, що необережно переходять вулицю. Розмір штрафу становить $250. Таке часто відбувається на початку року чи якщо пішохід заважає руху транспорту.
Існують декілька пішохідних тунелів для пересування між будівлями при негоді. Тунелі відмічені знаками з написом англійською The Gopher Way (дослівно перекладається як "шлях для ховрахів").
Кампус Міннеаполісу розташований біля магістралей 94 та 35 Системи міжштатних магістралей США, межує з півночі з Дінкітауном (англ. Dinkytown), на заході — з Сідар-Ріверсайдом (англ. Cedar-Riverside), на південному сході — з Стадіум Віладж (англ. Stadium Village) та на сході з Проспект-Парком (англ. Prospect Park).
Будуються дві трамвайні станції (англ. light-rail) для обслуговування Університету (лінія Централ Корідор англ. Central Corridor, у майбутньому — Зелена лінія). Станції матимуть назви Східний та Західний берег (англ. East Bank Stationтаангл. West Bank Station).

#### Безпека у кампусі
Журнал Forbes назвав у жовтні 2009 року район Міннеаполісу найбезпечнішим метропольним районом у США. Але не зважаючи на це визначення поблизу кампусу та у кампусі відбувались перестрілки.

### Кампус Сент-Пола

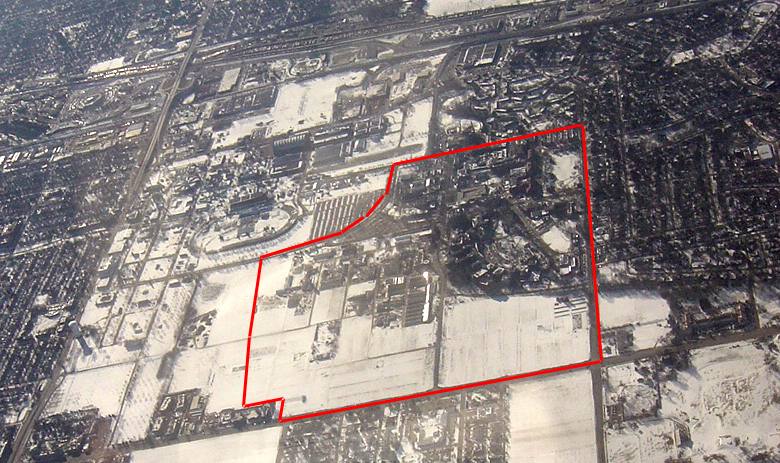
Аерофотозйомка кампусу Сент-Пола, вид на південь

Кампус Сент-Полу знаходиться у м. Фолкон Хайтс. Не зважаючи на це всі будівлі кампусу мають адреси вулиць Сент-Пола. Коледж продовольства, сільського господарства та природних багатств Університету Міннесоти, багато інших дисциплін від суспільних наук до професійної освіти розташовані у кампусі. Також там розташовано Коледж безперервної освіти, Коледж ветеринарної медицини та Коледж біології..
Велика кількість газонів, квітів, дерев, ділянок лісу та дослідницькі ферми, що оточують Університет, створюють зелений та тихий кампус. У кампусі є вкрита травою еспланада, що може слугувати місцем відпочинку від більш урбаністичного кампусу Міннеаполіса. Відомим у кампусі є Бейлі Холл (англ. Bailey Hall), єдиний гуртожиток кампусу Сент-Пола.
Центр безперервної освіти та конференцій, що обслуговує понад 20000 учасників конференцій щороку, також розташований у кампусі Сент-Пола.
Цей кампус також є домівкою для кафедри дизайну, житла та одягу (англ. Design, Housing, and Apparel) Коледжу дизайну. Розташований у МакНіл Холл, кафедра включає в себе дисципліни дизайн одягу, графічний дизайн, дослідження житла, дизайн інтер'єру та роздрібної торгівлі.
Кампус відомий студентам та персоналу Університету через Молочне торгове приміщення (англ. Dairy Salesroom) та М'ясне торгове приміщення (англ. Meat Sales Room). Молочний магазин продає товари, що були вироблені на сертифікованих молочних заводах студентами, викладацьким складом та обслуговуючим персоналом.
Кампус межує з ділянкою Міннесотського ярмарку штату. Цей ярмарок є одним з найбільших у США, зазвичай триває дванадцять днів, з пізнього серпня до Дня праці на початку вересня. Через інтенсивний рух, що викликається ярмарком, навчання не розпочинаються у жодному з кампусів до завершення ярмарку, дозволяючи йому використовувати паркувальні місця кампусу.
Хоча телефонний код Фолкон Хайтс 651, система телефонних номерів Університету використовує АТС Міннеаполісу та його телефонний код 612.

### Транспорт між кампусами

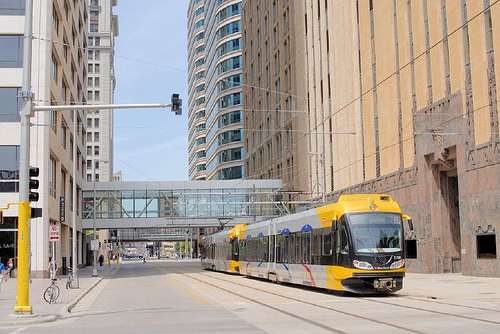
Лінія «Гайавата» у Міннеаполісі

Під час навчального року по звичайним дням тижня між кампусами їздять система шатлів з інтервалом у п'ять хвилин. У 2008 році система перевезла 3.55 мільйони пасажирів. Не зважаючи на те, що дана система є безкоштовною, вона порівняно недорога в експлуатації: при вартості експлуатації $4.55 млн у 2008 році, експлуатаційна субсидія була всього $1.28 на пасажира. Навіть лінія міської залізниці «Гаявата» транспортного відділення (англ. Metro Transit) міської ради Міннесоти потребувала субсидії в $1.44 того року навіть при тому, що велика кількість пасажирів сплачувала $1.75 чи більше за поїздку.

## Відомі випускники та викладачі
Серед випускників є 9 Нобелівських лауреатів та 2 лауреати Пулітцерівської премії.
Серед Нобелівських лауреатів:
- Ернест Орландо Лоуренс, фізика
- Волтер Хаузер Браттейн, фізика
- Мелвін Калвін, хімія
- Норман Борлоуг, премія миру
- Едвард Льюїс, фізіологія і медицина
- Луїс Ігнаро, фізіологія і медицина
- Деніел Макфадден, економіка
- Браян Кобилка, хімія
- Ларс Петер Гансен, економіка

Лауреати Пулітцерівської премії
- Карл Деніс
- Томас Фрідман

Інші відомі випускники й викладачі:
- Пол Захарі Майєрс, американський біолог

Також Нобелівської лауреатом премії з літератури є Боб Ділан, який був зачислений до університету, але покинув його після закінчення першого року навчання.